# フス戦争
フス戦争（フスせんそう、チェコ語: Husitské války、ポーランド語: Wojny husyckie、ドイツ語: Hussitenkriege、イタリア語: Crociata Hussita）は、15世紀に中央ヨーロッパで起こった戦争。ヤン・フスの開いたキリスト教改革派のフス派（プロテスタントの先駆）の信者（ボヘミアとポーランドを中心とする）と、それを異端としたカトリック、神聖ローマ帝国の間で戦われた。フス派戦争とも表記される。

## 前史

### フス戦争以前のフス派の戦い

グルンヴァルトの戦いで
ポーランド王国とともに戦うヤン・ジシュカ
中央やや右下、胴鎧をつけ右肩に振りかぶった刀を敵ドイツ騎士団兵士にむけて今まさに振り下ろそうとしている
ヤン・マテイコ画『グルンヴァルトの戦い』

1410年に行われたポーランド王国・リトアニア大公国連合軍とドイツ騎士団との戦い（グルンヴァルトの戦い）ではボヘミアから来たフス派義勇兵がヴワディスワフ2世率いるポーランド軍の援護についた。このときのチェコ人義勇兵にはヤン・ジシュカもいる。

## 戦闘の経過

### 戦争の始まり
1419年、第一次プラハ窓外投擲事件を契機としてフス戦争が始まった。ハンドキャノンや火砲の伝来により、フス戦争はヨーロッパ史最初の火器を使った戦いといわれる。1420年代初頭にヤン・ジシュカの生み出した、弩・手銃・砲を装甲馬車（Tabor）とともに活用する戦術によって、当時の騎士による突撃戦術を完膚なきまでに打ち破った。ヨーロッパ諸国を敵に回したフス派は貴族や庶民が団結し、当時の国王の私兵である軍隊ではなく、国民軍の原型のような軍隊を作り上げた。

### フス派に対する十字軍
ローマ教皇と神聖ローマ皇帝ジギスムントは何度も「フス派に対する十字軍」（イタリア語: crociata contro gli Hussiti）を組織したが、ことごとく打ち破られた（ウースチー・ナド・ラベムの戦い、タチョフの戦い）。この十字軍では、対陣中にフス派が聖歌を歌いだすとフス派軍の突撃を恐れた十字軍がたちまち壊走した、という逸話が伝えられている。1427年のタチョフの戦いから後、4年間は十字軍が組織されなかった。
1431年に行われた対フス派十字軍では（ドマシュリツェの戦い）、ポーランド王国から6000人のフス派義勇兵がやってきてボヘミアのフス派を支援した。

### ポーランド王国とドイツ騎士団の戦争

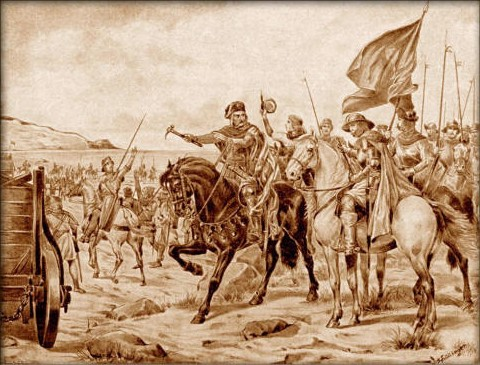
バルト海岸までやってきたボヘミア人たち（cs、1433年）

1431年-1435年に行われた「ポーランド王国とドイツ騎士団の戦争」（Polish–Teutonic War (1431–35)）では、フス派を中心にボヘミアから7000人の義勇兵がやってきてポーランド王国に味方した。1433年の北部ポーランドでの戦いにおける勝利に際しては、ボヘミア兵とポーランド兵はともに喜び、ヴィスワ川の河口近くで盛大な祝宴を催し、一同大いに気勢を挙げたという。19世紀プロイセン王国の歴史家ハインリヒ・フォン・トライチュケはこのときのことを「（フス派は）神の軍についての野蛮なチェコ人の歌を歌いながら（バルト）海に挨拶し、海水を瓶に入れ、バルト海が再びスラヴのものになった記念とした」と描写し、ドイツ民族に対抗した西スラヴ民族（ポーランド人とチェコ人）のこの時代の連帯を認めたのである（cs:Husitské tažení k Baltu）。

### 戦争の収束
ヤン・ジシュカが病没して10年後の1434年、フス派は連戦連勝だったが、ボヘミアの人口は減り農村は荒廃し戦費の調達で農民は疲弊した。このためフス派の間では内部抗争が起こり、リパニの戦いで大プロコップと小プロコップが率いたターボル派（急進派）がウトラキストという穏健派によって壊滅させられ、皆殺しになった。さらに1439年、ポーランドでは既に王が代替わりしてヴワディスワフ3世となっていたが、フス派の略奪行為に手を焼いていたポーランド王国政府はついに殲滅に乗り出し、グロトニキの戦いでポーランドにおけるフス派を壊滅させた。これによってフス戦争は完全に終結した。

## 影響

### その後のウトラキスト派の運命
その後もウトラキストの系統が分派しプロテスタント諸派としてボヘミアで根強く政治的影響力を保ち続け、1458年にはラースロー5世ことハプスブルク家のラディスラフの死後、プロテスタント貴族イジーをボヘミア王に擁立した。1459年のエーガー条約によって、ボヘミア王国とザクセン公国の勢力範囲が確定された。
ハプスブルク家を中心とする勢力はハンガリー王フニャディ・マーチャーシュを1469年にボヘミア王に擁立して互いに対立した。
1471年にイジーが死ぬと、プロテスタント貴族によってヤギェウォ家のポーランド王カジミェシュ4世の息子ヴワディスワフが迎えられ、ヴラジスラフ・ヤゲロンスキーとしてボヘミア王に即位した。ボヘミア王を主張し続けたマーチャーシュが1490年に死ぬと、ポーランドから来たボヘミア王ヴラジスラフはハンガリー王ウラースロー2世としても即位し、ボヘミアとハンガリーの王となった。以後ボヘミア王国ではプロテスタントが認知され、しばらくの間安定した。ラヨシュ2世の治世に、モハーチの戦い（1526年）でオスマン帝国に大敗し、第一次ウィーン包囲でサポヤイ・ヤーノシュがオスマン帝国についたことにより、オスマン帝国領ハンガリー（1541年 - 1699年）が成立し、バルカン半島の領有が確定。
三十年戦争の白山の戦い（1620年）でスラヴ人かつプロテスタントであったチェコ貴族が全滅させられ、ドイツ人かつカトリックであった貴族が支配者としてチェコに入ってきた。以後チェコは完全にドイツ人の支配下に入る。一部のプロテスタント貴族やその追従者は、必死で逃げ延び宗教的に寛容で当時は特にプロテスタント運動が盛んだったポーランド王国に亡命した。ニコラウス・フォン・ツィンツェンドルフと共同生活の兄弟団などもフス派を起源とする。
18世紀後半に入ってポーランド王国がポーランド分割によって滅亡すると、多くが新天地を求めてアメリカ合衆国など「新世界」へ移住していった。

## フス戦争の戦い

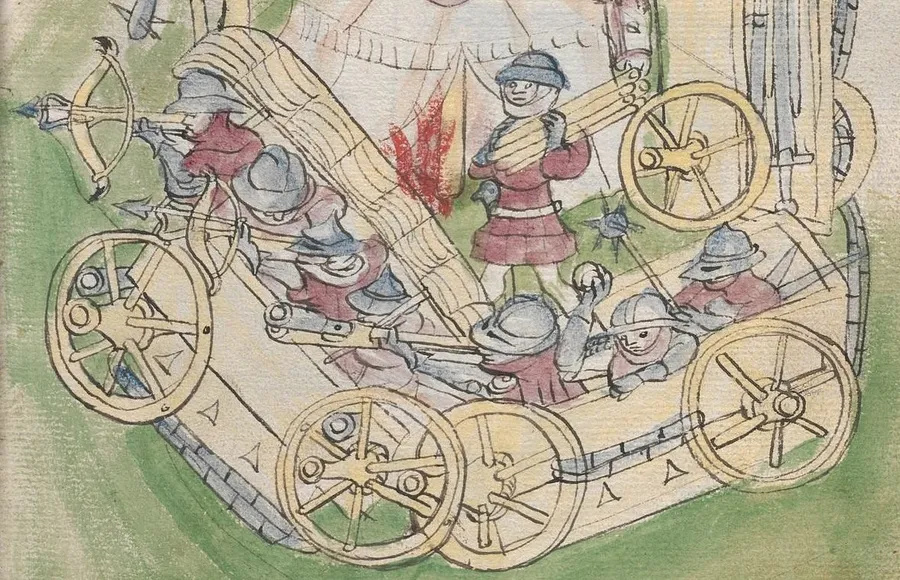
フス派の戦車（Tabor）

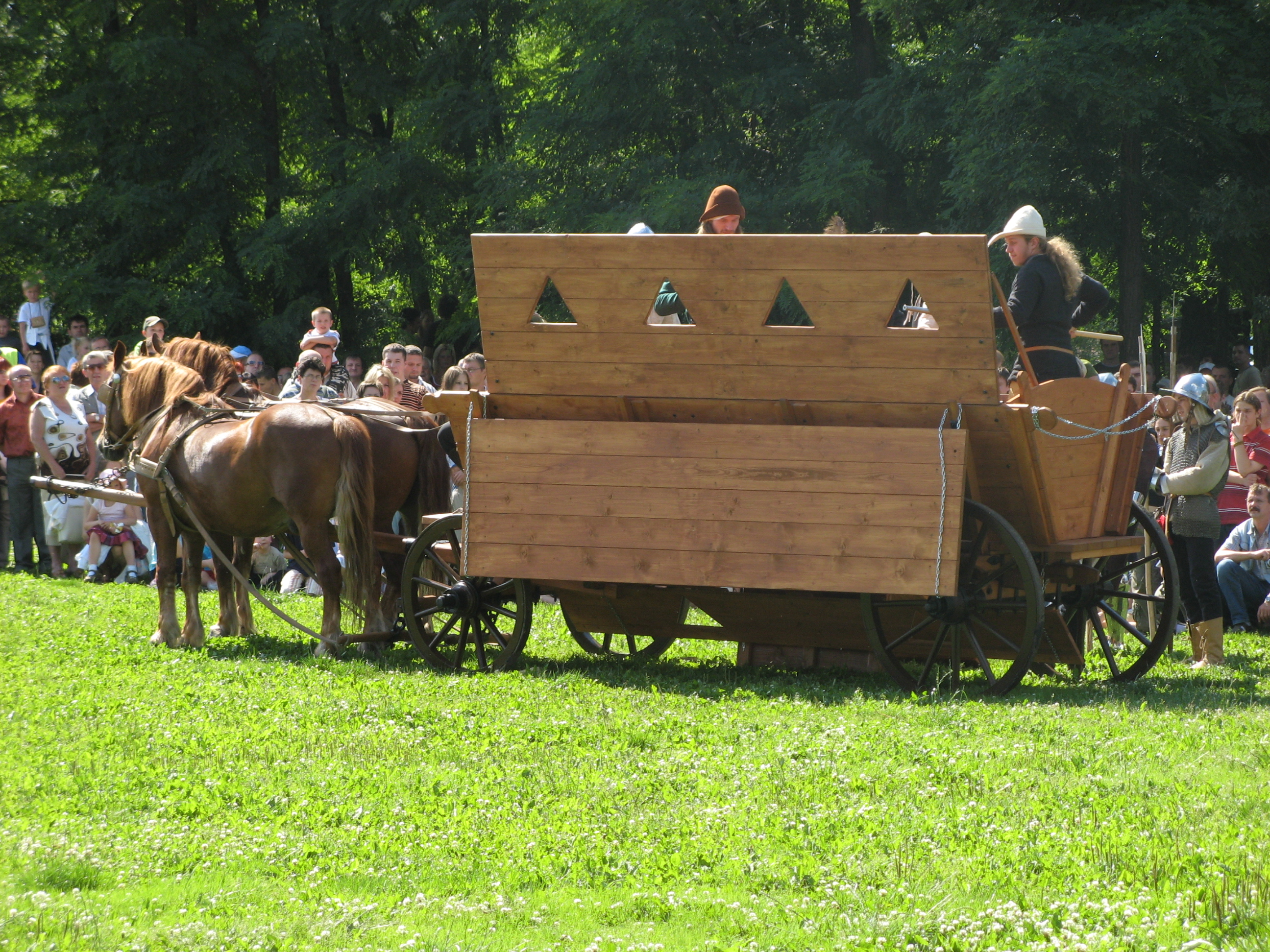
フス派の戦車、当時の再現

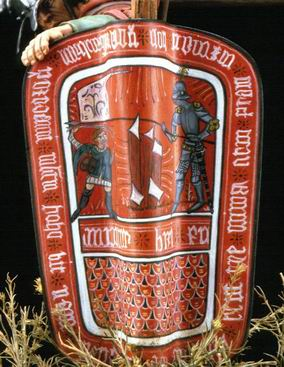
フス派兵士の盾(1429年)

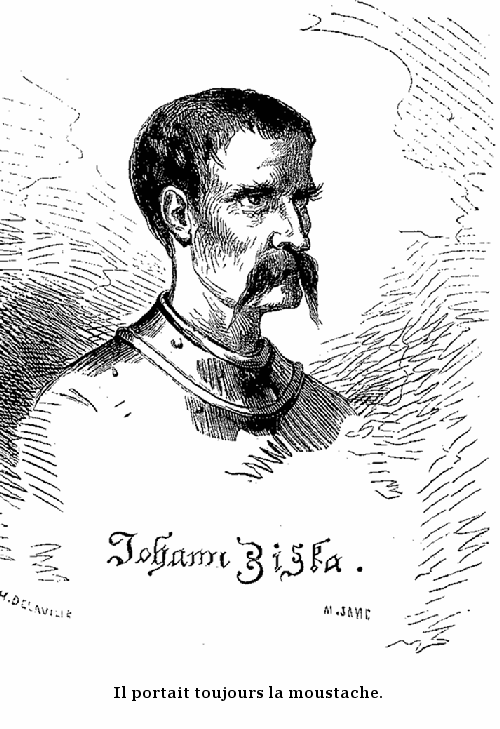
ヤン・ジシュカ

- ネクメルの戦い（英語版）
  - 日付：1419年12月
  - 場所：プルゼニ北部
  - 結果：フス軍撤退
- スドミェルの戦い（英語版）
  - 日付：1420年3月25日
  - 場所：ボヘミア南部Sudomĕř
  - 結果：フス軍勝利
- ヴィートコフ丘の戦い（チェコ語版、英語版）
  - 日付：1420年6月12日 - 14日
  - 場所：プラハ郊外、ジギスムントの父カール4世の葡萄農園で起こった
  - 結果：フス軍勝利
- ヴィシェフラドの戦い（英語版）
  - 日付：1419年8月16日 - 1420年11月1日
  - 場所：Vyšehradの城
  - 結果：フス軍勝利
- クトナー・ホラの戦い（英語版）
  - 日付：1421年12月21日
  - 場所：
  - 結果：
- ネボヴィヂの戦い（英語版）
  - 日付：1422年1月6日
  - 場所：
  - 結果：フス軍勝利
- ニェメツキー・ブロドの戦い（ポーランド語版、英語版）
  - 日付：1422年1月10日
  - 場所：Německý Brod、ドイツ
  - 結果：フス軍勝利
- ホジツェの戦い（英語版）
  - 日付：1423年4月27日
  - 場所：ホジツェ（英語版）
  - 結果：ターボル派の勝利
- ウースチー・ナド・ラベムの戦い
  - 日付：1426年6月16日
  - 場所：ウースチー・ナド・ラベム
  - 結果：フス軍勝利
- タチョフの戦い（チェコ語版、英語版）
  - 日付：1427年4月4日
  - 場所：Tachov
  - 結果：フス軍勝利
- Stary Wielisławの戦い（チェコ語版、ドイツ語版、ポーランド語版）
  - 日付：1428年12月27日
  - 場所：en:Stary Wielisław
  - 結果：フス軍勝利
- トルナヴァの戦い（チェコ語版、英語版）
  - 日付：1430年7月11日
  - 場所：トルナヴァ
  - 結果：
- Domažlicの戦い（チェコ語版、ドイツ語版、英語版）
  - 日付：1431年8月14日
  - 場所：en:Domažlice
  - 結果：
- Bejdovaの戦い（チェコ語版）
  - 日付：1431年10月14日
  - 場所：en:Waidhofen an der Thaya
  - 結果：
- Hiltersriedの戦い（チェコ語版、ポーランド語版、ドイツ語版）
  - 日付：1433年9月21日
  - 場所：de:Hiltersried
  - 結果：
- リパニの戦い
  - 日付：1434年5月30日
  - 場所：Lipany
  - 結果：反フス軍（主力はウトラキストと呼ばれるフス穏健派）勝利
- グロトニキの戦い（英語版）
  - 日付：1439年5月3日
  - 場所：Nowy Korczyn、シフィェンティクシシュ県
  - 結果：反フス軍勝利

## 関連作品
- 『フス派革命三部作』 - Otakar Vávraによるフス戦争を扱った三部作。Jan Hus ・ Jan Žižka ・ Proti všem (Against All) よりなる。Against allは当時チェコスロバキアで最も金をかけた映画だった。
- 『乙女戦争 ディーヴチー・ヴァールカ』 - 大西巷一による漫画作品。フス派の視点から描かれており、重要人物としてヤン・ジシュカが登場する。
- 『フス教徒』 - ドヴォルザーク
- 『わが祖国』 - スメタナ

## 文献
- "The Hussite Wars (1419–36)", Stephen Turnbull, Osprey Publishing (ISBN 1841766658)